# Campionat d'Europa d'atletisme en pista coberta de 1980
El Campionat d'Europa d'atletisme en pista coberta de 1980 fou l'onzena edició del Campionat d'Europa d'atletisme en pista coberta. La competició es digué a terme a la ciutat de Sindelfingen (República Federal d'Alemanya) entre els dies 1 i 2 de març de 1980 sota l'organització de l'Associació Europea d'Atletisme (AEA) i la Federació Alemanya d'atletisme.
La competició es dugué a terme al complex Glaspalast Sindelfingen. El Campionat fou boicotejat per la República Democràtica Alemanya, que no hi envià cap respresentant.

## Participants
Hi participaren un total de 234 atletes de 26 nacions diferents:
- Àustria (4)
- Bèlgica (11)
- Bulgària (13)
- Dinamarca (1)
- Espanya (10)
- Finlàndia (5)
- França (14)
- Grècia (3)
- Hongria (11)
- Islàndia (1)
- Irlanda (4)
- Itàlia (15)
- Iugoslàvia (8)
- Noruega (3)
- Països Baixos (5)
- Polònia (21)
- Regne Unit (4)
- RFA (42)
- Romania (4)
- Suècia (6)
- Suïssa (8)
- Turquia (1)
- Txecoslovàquia (9)
- Unió Soviètica (29)
- Xipre (1)

## Resutats

### Categoria masculina
| Event                      | Or                        | Or      | Plata                   | Plata   | Bronze                     | Bronze  |
| 60 metres llisos detalls   | Marian Woronin (POL)      | 6.62    | Christian Haas (FRG)    | 6.62    | Aleksandr Aksinin (URS)    | 6.63    |
| 400 metres llisos detalls  | Nikolay Chernetskiy (URS) | 46.29   | Karel Kolář (TCH)       | 46.55   | Remigijus Valiulis (URS)   | 46.75   |
| 800 metres llisos detalls  | Roger Milhau (FRA)        | 1:50.2a | András Paróczai (HUN)   | 1:50.3a | Herbert Wursthorn (FRG)    | 1:50.4a |
| 1500 metres llisos detalls | Thomas Wessinghage (FRG)  | 3:37.6a | Ray Flynn (IRL)         | 3:38.5a | Pierre Délèze (SUI)        | 3:38.9a |
| 3000 metres llisos detalls | Karl Fleschen (FRG)       | 7:57.5a | Klaas Lok (NED)         | 7:57.9a | Hans-Jürgen Orthmann (FRG) | 7:59.9a |
| 60 metres tanques detalls  | Yuriy Chervanyov (URS)    | 7.54    | Romuald Giegiel (POL)   | 7.73    | Javier Moracho (ESP)       | 7.75    |
| Salt d'alçada detalls      | Dietmar Mögenburg (FRG)   | 2.31    | Jacek Wszoła (POL)      | 2.29    | Adrian Proteasa (ROM)      | 2.29    |
| Salt amb perxa detalls     | Konstantin Volkov (URS)   | 5.60    | Vladimir Polyakov (URS) | 5.60    | Patrick Abada (FRA)        | 5.55    |
| Salt de llargada detalls   | Winfried Klepsch (FRG)    | 7.98    | Nenad Stekić (YUG)      | 7.91    | Stanisław Jaskułka (POL)   | 7.85    |
| Triple salt detalls        | Béla Bakosi (HUN)         | 16.86   | Jaak Uudmäe (URS)       | 16.51   | Gennadiy Kovtunov (URS)    | 16.45   |
| Llançament de pes detalls  | Zlatan Saracevic (YUG)    | 20.43   | Jaromír Vlk (TCH)       | 20.19   | Ivan Ivančić (YUG)         | 19.48   |

### Categoria femenina
| Event                      | Or                       | Or      | Plata                       | Plata   | Bronze                     | Bronze  |
| 60 metres llisos detalls   | Sofka Popova (BUL)       | 7.11    | Linda Haglund (SWE)         | 7.14    | Lyudmila Kondratyeva (URS) | 7.15    |
| 400 metres llisos detalls  | Elke Decker (FRG)        | 52.28   | Karoline Käfer (AUT)        | 52.70   | Tatyana Goyshchik (URS)    | 52.71   |
| 800 metres llisos detalls  | Jolanta Januchta (POL)   | 2:00.6a | Anne-Marie Van Nuffel (BEL) | 2:00.9a | Liz Barnes (GBR)           | 2:01.5a |
| 1500 metres llisos detalls | Tamara Koba (URS)        | 4:12.5a | Anna Bukis (POL)            | 4:13.1a | Mary Purcell (IRL)         | 4:14.2a |
| 60 metres tanques detalls  | Zofia Bielczyk (POL)     | 7.77    | Grażyna Rabsztyn (POL)      | 7.89    | Natalya Lebedeva (URS)     | 8.04    |
| Salt d'alçada detalls      | Sara Simeoni (ITA)       | 1.95    | Andrea Mátay (HUN)          | 1.93    | Urszula Kielan (POL)       | 1.93    |
| Salt de llargada detalls   | Anna Włodarczyk (POL)    | 6.74    | Anke Weigt (FRG)            | 6.68    | Sabine Everts (FRG)        | 6.54    |
| Llançament de pes detalls  | Helena Fibingerová (TCH) | 19.92   | Eva Wilms (FRG)             | 19.66   | Beatrix Philipp (FRG)      | 17.59   |

## Medaller
| Núm. | País           | Or | Argent | Bronze | Total |
| ---- | -------------- | -- | ------ | ------ | ----- |
| 1    | RFA            | 5  | 3      | 4      | 12    |
| 2    | Polònia        | 4  | 4      | 2      | 10    |
| 3    | Unió Soviètica | 4  | 2      | 6      | 12    |
| 4    | Txecoslovàquia | 1  | 2      | 0      | 3     |
| 4    | Hongria        | 1  | 2      | 0      | 3     |
| 6    | Iugoslàvia     | 1  | 1      | 1      | 3     |
| 7    | França         | 1  | 0      | 1      | 2     |
| 8    | Bulgària       | 1  | 0      | 0      | 1     |
| 8    | Itàlia         | 1  | 0      | 0      | 1     |
| 10   | Irlanda        | 0  | 1      | 1      | 2     |
| 11   | Àustria        | 0  | 1      | 0      | 1     |
| 11   | Bèlgica        | 0  | 1      | 0      | 1     |
| 11   | Països Baixos  | 0  | 1      | 0      | 1     |
| 11   | Suècia         | 0  | 1      | 0      | 1     |
| 15   | Espanya        | 0  | 0      | 1      | 1     |
| 15   | Regne Unit     | 0  | 0      | 1      | 1     |
| 15   | Romania        | 0  | 0      | 1      | 1     |
| 15   | Suïssa         | 0  | 0      | 1      | 1     |
|      | TOTAL          | 19 | 19     | 19     | 57    |